# Залюбичи
Залюбичи (бел. Залюбічы) — деревня в Барановичском районе Брестской области Белоруссии. Входит в состав Крошинского сельсовета. Население — 79 человек (2019).

## История
В 1897 году в Столовичской волости Новогрудского уезда Минской губернии. На карте 1910 года указана под названием Залюбечье. С 1921 года в гмине Столовичи Барановичского повета Новогрудского воеводства Польши.
С 1939 года в составе БССР. С 15 января 1940 года в Городищенском районе Барановичской, с 8 января 1954 года Брестской областей, с 25 декабря 1962 года в Барановичском районе.
С конца июня 1941 года до 8 июля 1944 года оккупирована немецко-фашистскими захватчиками. На фронтах войны погибли 13 односельчан.

## Население
| Численность населения (по переписи) | Численность населения (по переписи) | Численность населения (по переписи) | Численность населения (по переписи) | Численность населения (по переписи) | Численность населения (по переписи) | Численность населения (по переписи) | Численность населения (по переписи) |
| 1897                                | 1909                                | 1921                                | 1939                                | 1959                                | 1999                                | 2009                                | 2019                                |
| ----------------------------------- | ----------------------------------- | ----------------------------------- | ----------------------------------- | ----------------------------------- | ----------------------------------- | ----------------------------------- | ----------------------------------- |
| 501                                 | ↗590                                | ↘478                                | ↗507                                | ↘427                                | ↘143                                | ↘100                                | ↘79                                 |